# Gorno-Altaysk
Gorno-Altaysk (tiếng Nga: Го́рно-Алта́йск; tiếng Altay: Туулу Алтай, Tuulu Altay) là thủ đô của Cộng hòa Altai, Nga. Dân số của thị trấn là 56,933 (Điều tra dân số 2010); 53,538 (Điều tra dân số 2002); 46,436 (Điều tra dân số năm 1989).

## Lịch sử
Selo Ulala Улала được thành lập năm 1824 khi có những cư dân di cư đến đây từ Biysk. Khi tỉnh tự trị Oirot hình thành vào ngày 1 tháng 6 năm 1922, Ulala trở thành trung tâm hành chính của nó. Ngày 27 tháng 2 năm 1928, Ulala trở thành thị trấn. Ngày 23 tháng 6 năm 1932, nó được đổi tên thành Oyrot-Tura (Ойрот-Тура). Thị trấn giữ tên Gorno-Altaysk từ ngày 7 tháng 1 năm 1948.

## Khí hậu
Gorno-Altaysk có khí hậu lục địa ẩm (Köppen Dfb) với mùa đông lạnh giá và mùa hè ấm áp. Lượng mưa vừa phải và cao hơn nhiều trong những tháng mùa hè.
| Dữ liệu khí hậu của Gorno-Altaysk (1981–2010) | Dữ liệu khí hậu của Gorno-Altaysk (1981–2010) | Dữ liệu khí hậu của Gorno-Altaysk (1981–2010) | Dữ liệu khí hậu của Gorno-Altaysk (1981–2010) | Dữ liệu khí hậu của Gorno-Altaysk (1981–2010) | Dữ liệu khí hậu của Gorno-Altaysk (1981–2010) | Dữ liệu khí hậu của Gorno-Altaysk (1981–2010) | Dữ liệu khí hậu của Gorno-Altaysk (1981–2010) | Dữ liệu khí hậu của Gorno-Altaysk (1981–2010) | Dữ liệu khí hậu của Gorno-Altaysk (1981–2010) | Dữ liệu khí hậu của Gorno-Altaysk (1981–2010) | Dữ liệu khí hậu của Gorno-Altaysk (1981–2010) | Dữ liệu khí hậu của Gorno-Altaysk (1981–2010) | Dữ liệu khí hậu của Gorno-Altaysk (1981–2010) |
| Tháng                                         | 1                                             | 2                                             | 3                                             | 4                                             | 5                                             | 6                                             | 7                                             | 8                                             | 9                                             | 10                                            | 11                                            | 12                                            | Năm                                           |
| --------------------------------------------- | --------------------------------------------- | --------------------------------------------- | --------------------------------------------- | --------------------------------------------- | --------------------------------------------- | --------------------------------------------- | --------------------------------------------- | --------------------------------------------- | --------------------------------------------- | --------------------------------------------- | --------------------------------------------- | --------------------------------------------- | --------------------------------------------- |
| Trung bình ngày tối đa °C (°F)                | −9.2 (15.4)                                   | −7.5 (18.5)                                   | 0.0 (32.0)                                    | 10.5 (50.9)                                   | 19.7 (67.5)                                   | 25.2 (77.4)                                   | 26.8 (80.2)                                   | 24.2 (75.6)                                   | 18.6 (65.5)                                   | 8.8 (47.8)                                    | −1.4 (29.5)                                   | −8 (18)                                       | 9.0 (48.2)                                    |
| Trung bình ngày °C (°F)                       | −14.2 (6.4)                                   | −13.3 (8.1)                                   | −5.8 (21.6)                                   | 4.5 (40.1)                                    | 12.8 (55.0)                                   | 18.5 (65.3)                                   | 20.3 (68.5)                                   | 17.8 (64.0)                                   | 12.2 (54.0)                                   | 3.9 (39.0)                                    | −5.7 (21.7)                                   | −12.6 (9.3)                                   | 3.2 (37.8)                                    |
| Tối thiểu trung bình ngày °C (°F)             | −19.1 (−2.4)                                  | −19.1 (−2.4)                                  | −11.5 (11.3)                                  | −1.5 (29.3)                                   | 5.9 (42.6)                                    | 11.8 (53.2)                                   | 13.9 (57.0)                                   | 11.4 (52.5)                                   | 5.8 (42.4)                                    | −1 (30)                                       | −10 (14)                                      | −17.1 (1.2)                                   | −2.5 (27.5)                                   |
| Lượng Giáng thủy trung bình mm (inches)       | 16 (0.6)                                      | 16 (0.6)                                      | 16 (0.6)                                      | 29 (1.1)                                      | 57 (2.2)                                      | 62 (2.4)                                      | 73 (2.9)                                      | 67 (2.6)                                      | 47 (1.9)                                      | 41 (1.6)                                      | 26 (1.0)                                      | 22 (0.9)                                      | 472 (18.4)                                    |
| Nguồn: "Climate Data – Russia".               |                                               |                                               |                                               |                                               |                                               |                                               |                                               |                                               |                                               |                                               |                                               |                                               |                                               |